# Astra 1G
Astra 1G ist ein stillgelegter Fernsehsatellit des Betreibers SES Astra. Von der Position 31,5° Ost strahlte er Fernsehprogramme für Europa und Westasien eingestellt aus. Der Satellit war 1997 vom Weltraumbahnhof Baikonur in Kasachstan ins All befördert worden.

## Empfang
Der Satellit konnte in Europa und im Nahen Osten empfangen werden. 
Die Übertragung erfolgte im Ku-Band. Im Januar 2009 wurden die Sender des Satelliten auf der Position 19,2° Ost auf den neuen Satelliten Astra 1M übertragen. Im Februar 2009 wurde Astra 1G auf die Position 23,5° Ost verschoben und sendete seitdem überwiegend niederländische digitale Rundfunk- und Fernsehprogramme. Seit Juli 2010 übernahm Astra 1G die Verbreitung von TV- und Datendiensten auf der 5. Astraposition 31,5° Ost. Dort hatte der Satellit zwei Ausleuchtzonen: Die West-Ausleuchtzone konnte in Deutschland ohne viel Aufwand empfangen werden, die Ost-Ausleuchtzone nicht. Die meisten Sender waren verschlüsselt und viele der freien verwendeten ACM/VCM, was sie nur mit Profi-Receivern empfangbar machte.